# Vicente Pérez Madrid
Vicente Pérez Madrid (Aspe, Alicante, 11 de julio de 1986) es un futbolista español. Juega de centrocampista y su equipo actual es el Novelda CF de la Tercera División.

## Trayectoria
Vicente Pérez comenzó jugando en el fútbol base del Aspe UD. Posteriormente pasó a la cantera del Hércules donde destacó, y en la temporada 2001/02 siendo cadete, el Valencia lo incorporó a su cantera. Una temporada más tarde regresó al Hércules, donde jugó los tres años de juvenil. En su etapa juvenil entrenaba con el primer equipo y debutó en 2003 en Segunda B de la mano de José Carlos Granero. En la temporada 2004/05 jugó en el Hércules B en Regional Preferente y disputó tres partidos en el primer equipo, dos con Granero y uno con Javier Subirats; tras la llegada de Juan Carlos Mandiá no volvió a jugar con el Hércules que resultó ascender a Segunda División.
La temporada 2005/06 el Hércules lo cedió al Valencia B que había descendido a Tercera División. En el filial valencianista adquirió mucha experiencia y consiguió el ascenso a Segunda B. Al término de esa campaña el jugador se desvinculó del club herculano, y fichó por una temporada en el Granada avalado por el entrenador Josip Višnjić. Tras su primera temporada en el conjunto granadino renovó por dos temporadas más, en las cuales se convirtió en pieza fundamental y en capitán del equipo. El Real Betis anduvo detrás del jugador, pero el Granada se negó a negociar si no pagaban su cláusula de 3 millones de euros. En total con el Granada jugó 103 partidos en liga y materializó 18 goles. Tras quedar libre, el 26 de junio de 2009 se anunció su fichaje por el Gimnàstic de Tarragona por dos temporadas, dando el salto a Segunda División.El 19 de julio de 2013 huye del CD Guadalajara  mandando un burofax rompiendo el contrato con el CD Guadalajara.

## Clubes
| Club                       | País   | Periodo   | Liga PJ (G) | Copa PJ (G) |
| -------------------------- | ------ | --------- | ----------- | ----------- |
| Hércules CF                | España | 2003-2004 | 1 (0)       |             |
| Hércules B                 | España | 2004-2005 |             | 0 (0)       |
| Hércules CF                | España | 2004-2005 | 3 (0)       |             |
| Valencia B                 | España | 2005-2006 |             | 0 (0)       |
| Granada CF                 | España | 2006-2007 | 31 (7)      |             |
| Granada CF                 | España | 2007-2008 | 38 (5)      | 0 (0)       |
| Granada CF                 | España | 2008-2009 | 34 (6)      |             |
| Nàstic de Tarragona        | España | 2009-2010 | 23 (1)      |             |
| Nàstic de Tarragona        | España | 2010-2011 | 2           |             |
| CD Leganés                 | España | 2011-2012 | 35 (4)      |             |
| CD Guadalajara             | España | 2012-2013 | 39 (6)      |             |
| CD Numancia                | España | 2013-2014 | 35 (2)      |             |
| CD Numancia                | España | 2014-2015 | 39 (4)      |             |
| CD Numancia                | España | 2015-2016 | 19          |             |
| UCAM Murcia CF             | España | 2016-2017 |             |             |
| Club de Fútbol Fuenlabrada | España | 2017-2018 | 1           |             |

## Palmarés

### Campeonatos nacionales
- Subcampeón de Segunda División B (Grupo III) y ascenso a Segunda División con el Hércules CF (2004/05).
- Subcampeón de Tercera División (Grupo VI) y ascenso a Segunda División B con el Valencia B (2005/06).